# Campeonato de Primera D 2002-03
El Campeonato de Primera D 2002-03 fue la quincuagésima tercera edición del torneo. Se disputó del 7 de septiembre de 2002 al 5 de julio de 2003.
Los nuevos participantes fueron: Deportivo Paraguayo, que volvió de la desafiliación y los descendidos de la Primera C, Midland y Deportivo Riestra. El torneo estuvo conformado por 18 equipos, que jugaron divididos en dos zonas: Norte y Sur.
El campeón fue Sacachispas, que obtuvo el único ascenso. Victoriano Arenas, perdedor de la final, clasificó para jugar la promoción ante Liniers, pero no logró ascender. 
Asimismo, el torneo determinó la desafiliación por una temporada de Deportivo Paraguayo.

## Ascensos y descensos
| Promedio | Desafiliado de la Primera D 2001-02 |
| -------- | ----------------------------------- |
| 17.º     | Muñiz                               |

| Reafiliado          |
| ------------------- |
| Deportivo Paraguayo |

| Posición | Ascendido a la Primera C 2002-03 |
| -------- | -------------------------------- |
| Campeón  | Villa San Carlos                 |

| Promedio | Descendidos de la Primera C 2001-02 |
| -------- | ----------------------------------- |
| 17.º     | Midland                             |
| 18.º     | Deportivo Riestra                   |

- De esta manera el número de participantes aumentó a 18 equipos.

## Equipos
| Equipo              | Ciudad             | Estadio                               | Capacidad |
| ------------------- | ------------------ | ------------------------------------- | --------- |
| Atlas               | General Rodríguez  | Ricardo Puga                          | 2500      |
| Central Ballester   | General San Martín | Monumental de Villa Lynch             | 1000      |
| Centro Español      | Haedo              | Néstor Bedgni                         | 3200      |
| Claypole            | Claypole           | Rodolfo Vicente Capocasa              | 1000      |
| Defensores Unidos   | Zárate             | Gigante de Villa Fox                  | 6000      |
| Deportivo Paraguayo | Buenos Aires       | José María Moraños Juan Antonio Arias | 1500 3000 |
| Deportivo Riestra   | Buenos Aires       | Guillermo Laza                        | 3000      |
| Fénix               | Pilar              | Leandro N. Alem                       | 4000      |
| Ferrocarril Urquiza | Villa Lynch        | Monumental de Villa Lynch             | 1000      |
| Juventud Unida      | San Miguel         | Néstor Bedgni                         | 3200      |
| Leandro N. Alem     | General Rodríguez  | Leandro N. Alem                       | 4000      |
| Lugano              | Tapiales           | José María Moraños                    | 1500      |
| Midland             | Libertad           | Ciudad de Libertad                    | 7000      |
| Puerto Nuevo        | Campana            | Rubén Carlos Vallejos                 | 500       |
| Sacachispas         | Buenos Aires       | Roberto Larrosa                       | 4000      |
| Sportivo Barracas   | Buenos Aires       | Saturnino Moure                       | 1500      |
| Victoriano Arenas   | Valentín Alsina    | Saturnino Moure                       | 1500      |
| Yupanqui            | Buenos Aires       | Guillermo Laza                        | 3000      |

### Distribución geográfica de los equipos
| Región                                   | Cant. | Equipos |
| ---------------------------------------- | ----- | --- |
| Conurbano bonaerense                     | 9     | Central Ballester, Centro Español, Claypole, Fénix, Ferrocarril Urquiza, Juventud Unida, Lugano, Midland y Victoriano Arenas |
| Ciudad de Buenos Aires                   | 5     | Deportivo Paraguayo, Deportivo Riestra, Sacachispas, Sportivo Barracas y Yupanqui                                            |
| Interior de la provincia de Buenos Aires | 4     | Atlas, Defensores Unidos, Leandro N. Alem y Puerto Nuevo                                                                     |

## Formato

### Competición
El torneo se dividió en dos zonas: Norte y Sur. Jugaron en tres rondas de todos contra todos, con un partido interzonal. Las localías fueron las mismas en la primera y la tercera ronda e invertidas en la segunda. Luego, los cuatro primeros de cada zona jugaron un octogonal por eliminación directa, cuyo ganador se consagró campeón.

### Ascensos
El campeón ascendió directamente a la Primera C, mientras que el perdedor de la final disputó una promoción con la Primera C.

### Descensos
Al final de la temporada, el equipo con el peor promedio fue suspendido en su afiliación por un año.

## Zona Norte

### Tabla de posiciones final
| Pos. | Equipo            | Pts. | PJ | PG | PE | PP | GF | GC | Dif. |
| ---- | ----------------- | ---- | -- | -- | -- | -- | -- | -- | ---- |
| 01.º | Defensores Unidos | 53   | 27 | 14 | 11 | 2  | 51 | 22 | 29   |
| 02.º | Juventud Unida    | 46   | 27 | 13 | 7  | 7  | 35 | 18 | 17   |
| 03.º | Puerto Nuevo      | 41   | 27 | 11 | 8  | 8  | 41 | 36 | 5    |
| 04.º | Fénix             | 38   | 27 | 11 | 5  | 11 | 53 | 38 | 15   |
| 05.º | Leandro N. Alem   | 38   | 27 | 11 | 8  | 8  | 38 | 38 | 0    |
| 06.º | Central Ballester | 36   | 27 | 11 | 3  | 13 | 39 | 42 | −3   |
| 07.º | Atlas             | 34   | 27 | 10 | 4  | 13 | 32 | 40 | −8   |
| 08.º | Midland           | 32   | 27 | 9  | 5  | 13 | 37 | 53 | −16  |
| 09.º | Centro Español    | 12   | 27 | 2  | 6  | 19 | 23 | 67 | −44  |

|  | Clasificados al octogonal por el título. |

## Zona Sur

### Tabla de posiciones final
|  |    | Equipo              | Pts | PJ | G  | E  | P  | GF | GC | Dif |
|  | -- | ------------------- | --- | -- | -- | -- | -- | -- | -- | --- |
|  | 1. | Yupanqui            | 57  | 27 | 17 | 6  | 4  | 38 | 18 | 20  |
|  | 2. | Sacachispas         | 53  | 27 | 15 | 8  | 4  | 55 | 18 | 37  |
|  | 3. | Victoriano Arenas   | 46  | 27 | 13 | 7  | 7  | 38 | 32 | 6   |
|  | 4. | Ferrocarril Urquiza | 42  | 27 | 12 | 6  | 9  | 38 | 38 | 0   |
|  | 5. | Lugano              | 39  | 27 | 10 | 9  | 8  | 37 | 28 | 9   |
|  | 6. | Deportivo Riestra   | 28  | 27 | 7  | 7  | 13 | 25 | 36 | -11 |
|  | 7. | Claypole            | 28  | 27 | 6  | 10 | 11 | 24 | 35 | -11 |
|  | 8. | Deportivo Paraguayo | 22  | 27 | 4  | 10 | 13 | 23 | 45 | -22 |
|  | 9. | Sportivo Barracas   | 16  | 27 | 4  | 4  | 19 | 19 | 44 | -25 |

|  |                                                  |
|  | Clasificados al octogonal por el ascenso directo |

## Torneo octogonal
|  | Cuartos de final           | Cuartos de final         | Cuartos de final         |   |                   | Semifinales       | Semifinales       | Semifinales       |  |  | Final                    | Final                    | Final                    |
|  | 31 de mayo al 8 de junio   | 31 de mayo al 8 de junio | 31 de mayo al 8 de junio |   |                   | 14 al 22 de junio | 14 al 22 de junio | 14 al 22 de junio |  |  | 28 de junio y 5 de julio | 28 de junio y 5 de julio | 28 de junio y 5 de julio |
|  |                            |                          |                          |   |                   |                   |                   |                   |  |  |                          |                          |                          |
|  | Sacachispas                | 1                        | 2                        |   |                   |                   |                   |                   |  |  |                          |                          |                          |
|  | Puerto Nuevo               | 1                        | 0                        |   |                   |                   |                   |                   |  |  |                          |                          |                          |
|  | Puerto Nuevo               | 1                        | 0                        |   | Sacachispas       | 2                 | 1                 |                   |  |  |                          |                          |                          |
|  |                            |                          |                          |   | Sacachispas       | 2                 | 1                 |                   |  |  |                          |                          |                          |
|  |                            | Fénix                    | 1                        | 1 |                   |                   |                   |                   |  |  |                          |                          |                          |
|  | Yupanqui                   | Fénix                    | 1                        | 1 | 2                 | 0                 |                   |                   |  |  |                          |                          |                          |
|  | Yupanqui                   |                          |                          |   | 2                 | 0                 |                   |                   |  |  |                          |                          |                          |
|  | Fénix                      | 1                        | 2                        |   |                   |                   |                   |                   |  |  |                          |                          |                          |
|  |                            |                          |                          |   |                   |                   |                   |                   |  |  | Sacachispas              | 3                        | 1                        |
|  |                            |                          | Victoriano Arenas        | 0 | 2                 |                   |                   |                   |  |  |                          |                          |                          |
|  | Defensores Unidos          | 0                        | 6                        |   |                   |                   |                   |                   |  |  |                          |                          |                          |
|  | Club Deportivo UAI Urquiza | 0                        | 2                        |   |                   |                   |                   |                   |  |  |                          |                          |                          |
|  | Club Deportivo UAI Urquiza | 0                        | 2                        |   | Defensores Unidos | 1                 | 1                 |                   |  |  |                          |                          |                          |
|  |                            |                          |                          |   | Defensores Unidos | 1                 | 1                 |                   |  |  |                          |                          |                          |
|  |                            | Victoriano Arenas        | 3                        | 1 |                   |                   |                   |                   |  |  |                          |                          |                          |
|  | Juventud Unida             | Victoriano Arenas        | 3                        | 1 | 0                 | 1                 |                   |                   |  |  |                          |                          |                          |
|  | Juventud Unida             |                          |                          |   | 0                 | 1                 |                   |                   |  |  |                          |                          |                          |
|  | Victoriano Arenas          | 2                        | 1                        |   |                   |                   |                   |                   |  |  |                          |                          |                          |

## Promoción con la Primera C
Se definió entre Liniers, penúltimo del promedio de la Primera C, y Victoriano Arenas, perdedor de la final del octogonal. Fue disputada en partidos de ida y vuelta.
| Victoriano Arenas                                   | 2 - 1 | Liniers           | Saturnino Moure    | 9 de julio  |
| Liniers                                             | 2 - 0 | Victoriano Arenas | Juan Antonio Arias | 12 de julio |
| Liniers mantuvo la categoría por ventaja deportiva. |       |                   |                    |             |

## Tabla de descenso
| Pos  | Equipo              | PJ | 2000-01 | 2001-02 | 2002-03 | Pts | Promedio |
| 1.º  | Sacachispas         | 59 | -       | 72      | 53      | 125 | 2,119    |
| 2.º  | Defensores Unidos   | 89 | 48      | 58      | 53      | 159 | 1,787    |
| 3.º  | Fénix               | 89 | 58      | 63      | 38      | 159 | 1,787    |
| 4.º  | Victoriano Arenas   | 89 | 50      | 49      | 46      | 145 | 1,629    |
| 5.º  | Juventud Unida      | 89 | 48      | 42      | 46      | 136 | 1,528    |
| 6.º  | Central Ballester   | 89 | 50      | 48      | 36      | 134 | 1,506    |
| 7.º  | Puerto Nuevo        | 89 | 35      | 53      | 41      | 129 | 1,449    |
| 8.º  | Atlético Lugano     | 89 | 16      | 57      | 39      | 112 | 1,258    |
| 9.º  | Leandro N. Alem     | 59 | -       | 33      | 38      | 71  | 1,203    |
| 10.º | Yupanqui            | 89 | 25      | 24      | 57      | 106 | 1,191    |
| 11.º | Midland             | 27 | -       | -       | 32      | 32  | 1,185    |
| 12.º | Ferrocarril Urquiza | 89 | 43      | 20      | 42      | 105 | 1,180    |
| 13.º | Sportivo Barracas   | 89 | 47      | 34      | 16      | 97  | 1,090    |
| 14.º | Centro Español      | 89 | 39      | 45      | 12      | 96  | 1,079    |
| 15.º | Claypole            | 89 | 37      | 30      | 28      | 95  | 1,067    |
| 16.º | Deportivo Riestra   | 27 | -       | -       | 28      | 28  | 1,037    |
| 17.º | Atlas               | 59 | -       | 22      | 34      | 56  | 0,949    |
| 18.º | Deportivo Paraguayo | 27 | -       | -       | 22      | 22  | 0,815    |

|  | Desafiliado por una temporada. |